# Saturn-Award-Verleihung 2009
Die 35. Saturn-Award-Verleihung fand am 25. Juni 2009 statt. In diesem Jahr wurden erstmals Darstellerpreise für Gastrollen in Fernsehserien vergeben Erfolgreichste Produktion mit fünf Auszeichnungen wurde The Dark Knight.

## Nominierungen und Gewinner

### Film
| Kategorie                               | Preisträger                                        | Film                                                  | Nominierungen |
| --------------------------------------- | -------------------------------------------------- | ----------------------------------------------------- | --- |
| Bester Science-Fiction-Film             |                                                    | Iron Man                                              | Der Tag, an dem die Erde stillstand Eagle Eye – Außer Kontrolle Der unglaubliche Hulk Indiana Jones und das Königreich des Kristallschädels Jumper |
| Bester Horrorfilm                       |                                                    | Hellboy – Die goldene Armee                           | The Happening Die Mumie: Das Grabmal des Drachenkaisers Quarantäne Splinter The Strangers |
| Bester Fantasyfilm                      |                                                    | Der seltsame Fall des Benjamin Button                 | Die Chroniken von Narnia: Prinz Kaspian von Narnia Hancock Die Geheimnisse der Spiderwicks Twilight – Bis(s) zum Morgengrauen Wanted |
| Bester Action-/Adventure-/Thriller-Film |                                                    | The Dark Knight                                       | Der fremde Sohn Gran Torino Ein Quantum Trost Traitor Operation Walküre – Das Stauffenberg Attentat |
| Bester internationaler Film             |                                                    | So finster die Nacht                                  | Brügge sehen… und sterben? Slumdog Millionär Transsiberian |
| Bester Animationsfilm                   |                                                    | WALL·E – Der Letzte räumt die Erde auf                | Bolt – Ein Hund für alle Fälle Horton hört ein Hu! Kung Fu Panda Madagascar 2 Star Wars: The Clone Wars |
| Beste Regie                             | Jon Favreau                                        | Iron Man                                              | Clint Eastwood für Der fremde Sohn David Fincher für Der seltsame Fall des Benjamin Button Christopher Nolan für The Dark Knight Bryan Singer für Operation Walküre – Das Stauffenberg Attentat Andrew Stanton für WALL·E – Der Letzte räumt die Erde auf |
| Bestes Drehbuch                         | Christopher Nolan Jonathan Nolan                   | The Dark Knight                                       | J. Michael Straczynski für Der fremde Sohn David Koepp & John Kamps für Wen die Geister lieben Mark Fergus, Hawk Ostby, Art Marcum & Matt Holloway für Iron Man John Ajvide Lindqvist für So finster die Nacht Eric Roth für Der seltsame Fall des Benjamin Button |
| Beste Spezialeffekte                    | Nick Davis Chris Corbould Tim Webber Paul Franklin | The Dark Knight                                       | Eric Barba, Steve Preeg, Burt Dalton & Craig Barron für Der seltsame Fall des Benjamin Button Pablo Helman & Daniel Sudick für Indiana Jones und das Königreich des Kristallschädels John Nelson, Ben Snow, Daniel Sudick & Shane Mahan für Iron Man Michael J. Wassel, Adrian De Wet, Andrew Chapman & Eamonn Butler für Hellboy – Die goldene Armee Dean Wright & Wendy Rogers für Die Chroniken von Narnia: Prinz Kaspian von Narnia |
| Beste Musik                             | Hans Zimmer James Newton Howard                    | The Dark Knight                                       | Clint Eastwood für Der fremde Sohn Ramin Djawadi für Iron Man John Powell für Jumper Alexandre Desplat für Der seltsame Fall des Benjamin Button John Ottman für Operation Walküre – Das Stauffenberg-Attentat |
| Bestes Kostüm                           | Mary Zophres                                       | Indiana Jones und das Königreich des Kristallschädels | Catherine Martin für Australia Deborah Hopper für Der fremde Sohn Isis Mussenden für Die Chroniken von Narnia: Prinz Kaspian von Narnia Lindy Hemming für The Dark Knight Joanna Johnston für Operation Walküre – Das Stauffenberg Attentat |
| Bestes Make-Up                          | Greg Cannom                                        | Der seltsame Fall des Benjamin Button                 | Mike Elizalde für Hellboy – Die goldene Armee Gregory Nicotero & Paul Engelen für Die Chroniken von Narnia: Prinz Kaspian von Narnia John Caglione Jr. & Conor O’Sullivan für The Dark Knight Paul Hyett für Doomsday – Tag der Rache Gerald Quist für Tropic Thunder |
| Bester Hauptdarsteller                  | Robert Downey Jr.                                  | Iron Man                                              | Christian Bale für The Dark Knight Tom Cruise für Operation Walküre – Das Stauffenberg Attentat Harrison Ford für Indiana Jones und das Königreich des Kristallschädels Brad Pitt für Der seltsame Fall des Benjamin Button Will Smith für Hancock |
| Beste Hauptdarstellerin                 | Angelina Jolie                                     | Der fremde Sohn                                       | Maggie Gyllenhaal für The Dark Knight Cate Blanchett für Der seltsame Fall des Benjamin Button Julianne Moore für Die Stadt der Blinden Emily Mortimer für Transsiberian Gwyneth Paltrow für Iron Man |
| Bester Nebendarsteller                  | Heath Ledger                                       | The Dark Knight                                       | Shia LaBeouf für Indiana Jones und das Königreich des Kristallschädels Jeff Bridges für Iron Man Aaron Eckhart für The Dark Knight Woody Harrelson für Transsiberian Bill Nighy für Operation Walküre – Das Stauffenberg Attentat |
| Beste Nebendarstellerin                 | Tilda Swinton                                      | Der seltsame Fall des Benjamin Button                 | Joan Allen für Death Race Charlize Theron für Hancock Judi Dench für Ein Quantum Trost Olga Kurylenko für Ein Quantum Trost Carice van Houten für Operation Walküre – Das Stauffenberg Attentat |
| Bester Nachwuchsschauspieler            | Jaden Smith                                        | Der Tag, an dem die Erde stillstand                   | Freddie Highmore für Die Geheimnisse der Spiderwicks Lina Leandersson für So finster die Nacht Dev Patel für Slumdog Millionär Catinca Untaru für The Fall Brandon Walters für Australia |

### Fernsehen
| Kategorie                             | Preisträger        | Film                                 | Nominierungen |
| ------------------------------------- | ------------------ | ------------------------------------ | --- |
| Beste Fernsehpräsentation             |                    | The Quest – Der Fluch des Judaskelch | Breaking Bad Jericho – Der Anschlag Scriptum – Der letzte Tempelritter 24: Redemption Andromeda – Tödlicher Staub aus dem All |
| Beste Network-Fernsehserie            |                    | Lost                                 | Fringe – Grenzfälle des FBI Heroes Life on Mars – Gefangen in den 70ern Supernatural Terminator: The Sarah Connor Chronicles |
| Beste Syndication-/Kabel-Fernsehserie |                    | Battlestar Galactica                 | Dexter Leverage Star Wars: The Clone Wars The Closer True Blood |
| Bester TV-Hauptdarsteller             | Edward James Olmos | Battlestar Galactica                 | Bryan Cranston für Breaking Bad Michael C. Hall für Dexter Timothy Hutton für Leverage Matthew Fox für Lost Noah Wyle für The Quest – Der Fluch des Judaskelch                                                                                          |
| Beste TV-Hauptdarstellerin            | Mary McDonnell     | Battlestar Galactica                 | Anna Torv für Fringe – Grenzfälle des FBI Jennifer Love Hewitt für Ghost Whisperer – Stimmen aus dem Jenseits Evangeline Lilly für Lost Lena Headey für Terminator: The Sarah Connor Chronicles Kyra Sedgwick für The Closer Anna Paquin für True Blood |
| Bester TV-Nebendarsteller             | Adrian Pasdar      | Heroes                               | Milo Ventimiglia für Heroes Henry Ian Cusick für Lost Michael Emerson für Lost Josh Holloway für Lost Thomas Dekker für Terminator: The Sarah Connor Chronicles                                                                                         |
| Beste TV-Nebendarstellerin            | Jennifer Carpenter | Dexter                               | Katee Sackhoff für Battlestar Galactica Hayden Panettiere für Heroes Kim Yoon-jin für Lost Elizabeth Mitchell für Lost Summer Glau für Terminator: The Sarah Connor Chronicles                                                                          |
| Bester TV-Gastdarsteller              | Jimmy Smits        | Dexter                               | Kristen Bell für Heroes Robert Forster für Heroes Alan Dale für Lost Kevin Durand für Lost Sonya Walger für Lost |

### Homevideo
| Kategorie                                        | Preisträger | Film                                                                  | Nominierungen                                                                              |
| ------------------------------------------------ | ----------- | --------------------------------------------------------------------- | ------------------------------------------------------------------------------------------ |
| Beste DVD-Veröffentlichung einer Special-Edition |             | Der Nebel (für die 2 Disc-Special Edition)                            | Pakt der Wölfe (für den Director’s Cut) The Dark Knight (für die Two-Disc Special Edition) |
| Beste DVD-Veröffentlichung einer Fernsehserie    |             | Moonlight                                                             | Heroes (für Staffel 2) Lost (für Staffel 4)                                                |
| Beste DVD-Kollektion                             | Paramount   | Der Pate Der Pate – Teil II (für die Godfather Coppola-Überarbeitung) |                                                                                            |

### Ehrenpreise
| Kategorie                  | Preisträger        | Film | Nominierungen                                                      |
| -------------------------- | ------------------ | ---- | ------------------------------------------------------------------ |
| Visionary Award            | Jeffrey Katzenberg |      | Marcel Miller, Elmar Weihsmann & Stefan Peczelt für Tag der Teufel |
| Life Career Award          | Lance Henriksen    |      |                                                                    |
| Lifetime Achievement Award | Leonard Nimoy      |      |                                                                    |